# Wierecieje (rejon postawski)
Wierecieje (biał. Верацеі; ros. Веретеи) – wieś na Białorusi, w obwodzie witebskim, w rejonie postawskim, w sielsowiecie Wołki.
Znajduje się tu przystanek kolejowy Wierecieje, położony na linii Królewszczyzna - Łyntupy.

## Historia
W czasach zaborów wieś leżała w gminie Norzyca, w powiecie wilejskim w guberni wileńskiej Imperium Rosyjskiego.
W dwudziestoleciu międzywojennym wieś leżała w Polsce, w województwie wileńskim, w powiecie duniłowickim (od 1926 postawskim), w gminie Norzyca.
Według Powszechnego Spisu Ludności z 1921 roku zamieszkiwało tu 211 osób, 7 było wyznania rzymskokatolickiego a 204 prawosławnego. Jednocześnie 8 mieszkańców zadeklarowało polską a 2033 białoruską przynależność narodową. Było tu 41 budynków mieszkalnych. W 1931 w 42 domach zamieszkiwało 214 osób.
Wierni należeli do parafii rzymskokatolickiej w Mosarzu i prawosławnej w Osinogródku. Miejscowość podlegała pod Sąd Grodzki w Duniłowiczach i Okręgowy w Wilnie; właściwy urząd pocztowy mieścił się w Nowodrucku.
W 1938 roku miejscowość należała do gromady Wierecieje gminy Norzyca.
Po agresji ZSRR na Polskę w 1939 roku wieś znalazła się w granicach BSRR. W latach 1941–1944 była pod okupacją niemiecką. Następnie leżała w BSRR. Od 1991 roku w Republice Białorusi.